# خونيك باز (مياندشت)
خونيك باز (بالفارسية: خونیک باز) هي مستوطنة تقع في إيران في Miyandasht Rural District. يقدر عدد سكانها بـ 83 نسمة بحسب إحصاء 2016.